# Roßbrand
Roßbrand är en bergstopp i Österrike.   Den ligger i distriktet Hallein och förbundslandet Salzburg, i den centrala delen av landet, 230 km väster om huvudstaden Wien. Toppen på Roßbrand är 1 770 meter över havet.
Terrängen runt Roßbrand är kuperad åt sydväst, men åt nordost är den bergig. Närmaste större samhälle är Radstadt, 12,5 km söder om Roßbrand. 
I omgivningarna runt Roßbrand växer i huvudsak blandskog. Runt Roßbrand är det ganska glesbefolkat, med 42 invånare per kvadratkilometer.